# Kościół św. Marcina w Mazowszu
Kościół świętego Marcina w Mazowszu – rzymskokatolicki kościół parafialny należący do parafii pod tym samym wezwaniem (dekanat czernikowski diecezji włocławskiej).
Jest to murowana świątynia wzniesiona w 1900 roku w stylu neogotyckim z czerwonej cegły, oznaczonej znakiem cegielni: „DZIAŁYŃ”, konsekrowano go w 1901 roku. Ołtarz główny w stylu neogotyckim, charakteryzuje się wieżyczkową nastawą i maswerkową mensą. Z lewej strony w kaplicy umieszczony jest ołtarz modernistyczny, powstały po 1920 roku, dzieło Xawerego Dunikowskiego. W kaplicy z prawej strony znajduje się ołtarz neogotycki, ale o mniejszym rozmiarze. Do wyposażenia kościoła należą m.in.: chrzcielnica drewniana w stylu późnobarokowym, monstrancja – słońce z końca lat osiemdziesiątych XIX stulecia, krucyfiks z XVIII wieku o wysokości 154 centymetrów, chorągiew procesyjna z 1904 roku, z haftowanym na awersie posągiem Matki Bożej Niepokalanej, chorągiew procesyjna mniejsza z I połowy XX stulecia z haftowanym na awersie posągiem św. Teresy oraz mosiężny, złocony kielich w stylu neobarokowym z XIX/XX wieku. W murowanym chórze muzycznym znajduje się neogotycki prospekt organowy powstały w 1910 roku, dzieło Dominika Biernackiego z Dobrzynia nad Wisłą.